# Архонтология
Архонтология — научная дисциплина, изучающая историю должностей в государственных, международных, политических, религиозных и других общественных структурах. Объектом изучения являются хронология, последовательность смены лиц, занимающих должности, их биографии и другие соответствующие данные.
Принцип использования имён правителей для летосчисления применялся многими народами, включая древних греков и римлян, китайцев периода империи и японцев. Официально устанавливаемые английскими монархами годы царствований (regnal years) играют ключевую роль в британской хронологии; то же самое относится и к другим европейским странам. Таким образом, только тщательно составленная и максимально выверенная хронология может послужить хорошей базой для дальнейших исследований.

## Объект изучения
История и политология оказались бы бесполезными и лишёнными смысла без упоминания главных действующих лиц истории. Многие из этих людей являлись наследственными монархами, другие приходили к власти в странах с республиканским устройством путём выборов, революций и государственных переворотов. Занимая высокое положение и важные государственные или партийные посты, они зачастую пользовались абсолютной властью, но могли быть, напротив, серьёзно ограничены законом или традицией.
Данная категория людей, которых в обиходной речи можно назвать «правителями», уже много веков является объектом изучения научной хронологии. Интерес к изучению жизни правителей тех или иных стран возник задолго до того, как такое изучение стало частью истории и хронологии как академических дисциплин. Такой совершенно определённый и узкоспециальный интерес к изучению хронологий глав государств, правительств, министерств и ведомств можно в целом определить как институциональную хронологию и, возможно, как «архонтологию» (от греческого «αρχων» — «правитель»; термин использовался для обозначения высших должностных лиц в ряде античных городов с демократическим государственным строем, например в Афинах, или даже царей, например в Боспоре Киммерийском).

## История развития
Хронология органов власти как неотъемлемая часть общей хронологии восходит к временам первых цивилизаций. Одни из самых ранних попыток древних историков были нацелены на создание хронологий современных им правителей и их предшественников. Списки монархов, которые были найдены в большинстве центров древних цивилизаций, стали основой для написания более детальных исторических работ и послужили отправным пунктом для дальнейших исследований. Трудно представить, как выглядела бы сейчас история Древнего Египта, если бы современные историки не могли опираться в своих исследованиях на таблицы правителей, взятые из Абидосских надписей, или труды Манефона. Так же трудно было бы детально воссоздать историю Рима, не будь консульских списков. Традиция вести хроники правлений пережила века и стала частью современной хронологии, хотя её вполне можно рассматривать как отдельную отрасль знания и самостоятельную дисциплину, тесно связанную с политологией и правом.
Историки и хронографы приложили немалые усилия, составляя списки королей, королев, президентов и других представителей власти. Королевские генеалогии, включая информацию об их царствованиях и родословной, стали первыми работами аналитического характера в хронологии институтов власти. К примеру, написанная в XVII веке работа Р. П. Ансельма «История королевского дома Франции и главных сановников Короны» (Histoire de la maison royale de France et des grands officiers de la Couronne, Paris, 1674) может до сих пор представлять интерес как образец раннего исторического труда, сфокусированного на главах государства и высших государственных чиновниках.
В XIX и XX веках появились работы, авторы которых попытались свести воедино списки правителей, сгруппировав их по странам и периодам (Стоквис, Пул, Шпулер, Трухарт). Наиболее объёмным образцом такого труда является работа Петера Трухарта «Правители наций» (Peter Truhart Regenten der Welt/Regents of Nations, Munich, 1985), универсальное справочное издание объёмом в несколько тысяч страниц, посвящённое главам государств и правительств всех времён и народов. Опубликованная дважды, в 1985 и 2001 годах известным издательством «Заур» (Saur), книга до сих пор изобилует ошибками, вызванными, скорее всего, тем, что автор предпринял попытку включить в неё максимальное количество информации — безотносительно к её обоснованности и надёжности с точки зрения хронологии. Работа, ограниченная более узким информационным полем, представляла бы большую ценность для читателя. С другой стороны, имеются и такие превосходные работы как «Справочник британской хронологии» (Handbook of British Chronology) — труд, постоянно совершенствуемый его издателями, который может служить прекрасным примером сочетания теоретического, исторического и хронологического методов.
Большое число исследований, тесно связанных с хронологией институтов власти, представляют собой тематические работы, посвящённые правителям отдельных стран. Эти работы могут содержать в себе документальную информацию, но часто отклоняются от основных задач архонтологии. Вероятно с целью расширения потенциальной аудитории, авторы этих работ сосредотачивают внимание на любопытных, но менее значительных фактах.

## Современное состояние
С приходом компьютерных технологий и Интернета институциональная хронология и близкие к ней дисциплины, такие как генеалогия, получили поддержку со стороны многочисленных энтузиастов, заинтересованных в сборе информации о главах государств и высших должностных лицах различных стран. Современные технические возможности, казалось бы, должны были способствовать углублению анализа в области хронологии, стать решающим толчком к преобразованию хронологии институтов власти в более строгую научную дисциплину. Однако на деле качество исследований существенно не улучшилось, поскольку в процесс сбора данных оказались вовлечены многие исследователи, чьи главные интересы лежат в стороне от глубокого анализа и последовательного изучения хронологических деталей. Большинство публикуемых в настоящее время работ отличаются поверхностным подходом с точки зрения архонтологии, хотя всё это скорее объясняется разницей в целях исследований.
Анализ содержания Интернет-сайтов и форумов позволяет сделать вывод, что на стадии своего формирования архонтология не только открывает широкие возможности для любителей, но также в огромной степени зависит от их вклада — как по части фактов, так и по части их анализа и организации.

## Вопросы и проблемы
Значительная часть академических интересов находится в том разделе хронологии институтов власти, который посвящён государственным постам и ограничен политическими деятелями, чьё положение соответствует принятым в современном международном праве понятиям «глава государства» и «глава правительства». В отличие от подхода, принятого в работах Шпулера и Трухарта, следует придать большее значение фактам, определяющим даты правлений и сроки полномочий.
Что можно считать верным основанием для отсчёта начала правления того или иного монарха: смерть предшественника, провозглашение парламентом или коронацию? Что официально определяет преждевременное окончание полномочий государственного деятеля: дата отставки, дата принятия отставки высшим законодательным органом или вступление в должность преемника? Такими вопросами часто пренебрегают или рассматривают их детально лишь при случае. Таким образом, изучение политического развития и национальной правовой системы государства должно стать важным инструментом в установлении общепринятых датировок. Для более глубокого понимания процессов хронологии органов власти не следует пренебрегать изучением фактов биографий, включая полное имя, дворянские и прочие титулы, военные звания, точные даты и места рождения и смерти. Набор таких сведений делает архонтологию полезной и ясной для понимания широкому кругу исследователей.
Если провести несложный анализ большого количества архонтологического материала, появляющегося в различных исследованиях, то легко заметить, что многочисленные исследования противоречат друг другу, даже когда речь идёт о самых очевидных датах. Причины этих противоречий кроются в том, что различные авторы, очевидно, озабочены главным образом построением наиболее последовательной и подробной хронологии, внося в неё всякое доступное имя и дату, не будучи при этом в состоянии обоснованно аргументировать, почему именно эта дата или даже этот конкретный исторический персонаж были включены в хронику. В большинстве таких работ не содержится ссылок на первоисточники информации — например, на архивные документы и законодательные акты. Недостаток деталей и обоснованных объяснений снижает качество справочных работ в области хронологии органов власти.
Полнота и качество исследований зависит также от изучаемой страны. Например, совсем нетрудно выяснить даты и механизм смены президентов США начиная с 1789 года, но далеко не каждая книга сможет рассказать что предшествовало инаугурации Джорджа Вашингтона и какую роль играли президенты Континентального Конгресса с 1774 по 1788 годы. Истории России посвящены тысячи работ, но среди них до сих пор не было ни одной, в которой содержались бы документально подтверждённые даты полномочий глав правительства РСФСР в период с 1917 по 1991 годы. Историкам предстоит заполнить массу пустот, однако это потребует от них не только работы с печатными первоисточниками, но и большой архивной работы.
Нехватка достоверной информации проистекает из многих факторов. Хотя это и может показаться несложным, на практике установление дат и создание последовательной хронологии событий оказывается совсем не простым делом. Списки правителей, используемые в академических работах в качестве приложений, обычно слишком упрощены и не подвергаются серьёзной проверке, которая зачастую требует обращения к огромному числу официальных периодических изданий и постановлений, опубликованных в различных странах. Самые незначительные факты, касающиеся перемен в составе правительства, могут оказаться запрятаны глубоко в протоколах заседаний национальных парламентов и органов исполнительной власти.
Ярким примером открытия новых имён в хронологии органов власти может служить история Вильгельма Пфаннкуха, который практически никогда не упоминался в числе руководителей Германии времён Веймарской республики, пока не были обнаружены факты, позволившие восстановить историческую справедливость. В то время как Эдуард Давид, первый избранный президент Национального собрания (7 февраля 1919 — 13 февраля 1919), всегда считался временным главой германского государства в период с 7 по 11 февраля 1919 года, имя Пфаннкуха оставалось вне поля зрения. Однако протоколы заседаний Национального собрания за 6 февраля 1919 года показывают, что Пфаннкух в действительности председательствовал в этот день, а также частично и 7 февраля 1919 года в качестве президента по старшинству (Alterspräsident). Таким образом, в качестве временного главы национального учредительного собрания он в течение короткого времени условно обладал полномочиями главы государства.
Исследование хроник национальных лидеров может быть дополнено теоретическим анализом политического развития различных стран. Временные правительства, исполнение обязанностей в отсутствие постоянных представителей власти, точные определения временных рамок и официальных названий государственных должностей, регентства — это лишь малая часть возможных теоретических изысканий.
В работах, написанных не в русле институциональной хронологии, часто используются общеупотребительные понятия и не слишком строгие определения, что отчасти искажает историческую ретроспективу. Типичный современный подход к изучению истории органов власти может и должен быть изменён в рамках архонтологии. Большинство современных работ по хронологии правлений и полномочий официальных лиц нуждаются в серьёзных улучшениях, поскольку обычно представляют собой голый костяк, состоящий из имён и дат, совершенно лишённый плоти исторических фактов. Многочисленные даты и имена, предстающие в хронологических справочниках без подробных объяснений касательно их отбора и значения, не дают исследователю возможности представить полную картину политического и исторического развития.
Нетрудно заметить, что различные работы противоречат одна другой, тогда как детальный анализ датировок мог бы привести их к общему знаменателю. Страны, история которых изобилует разнообразием конституционных и антиконституционных смен власти, представлены в хронологических справочниках весьма скудно — просто ввиду того, что история их органов власти крайне плохо изучена. Никого не удивит тот факт, что невозможно составить полный список членов никарагуанской правящей хунты середины XIX столетия, но в то же время до сих отсутствуют приемлемые, с точки зрения архонтологии, работы, касающиеся многих европейских стран. Огромное число исполняющих обязанности, то есть временных политических фигур, ещё ожидают своего включения в хроники. Все эти пробелы могут быть заполнены только при условии более скрупулёзного подхода к изучению темы.
Исследователь, столкнувшийся с двумя или более противоречащими друг другу датами, нуждается в чётком руководстве относительно того, какое историческое событие, с точки зрения архонтологии, позволяет отдать предпочтение одной из них. Простой с виду вопрос: когда должностное лицо вступило в должность — может повлечь за собой массу совсем не простых вопросов. Интересный пример такой ситуации — члены Исполнительной Директории Французской Республики 1795—1799 годов. Многочисленные работы по истории Директории дают противоречивые ответы на вопрос в какой момент директор официально вступал в должность. Детальное изучение проблемы с привлечением архивных материалов и законодательных актов показало, что следует применить как минимум три подхода к точному установлению начала срока полномочий директоров. Первые четыре из тринадцати директоров официально приступили к исполнению своих обязанностей сразу же после учреждения Директории как исполнительного органа власти, семь — непосредственно с их избранием, и двое — в даты, утверждённые соответствующим законом. Несмотря на то, что по истории Франции XVIII века были опубликованы и публикуются многочисленные работы, указанные трудности датировки остаются практически неизвестными. В результате, мы сталкиваемся с весьма разноречивым толкованием этих дат в различных справочниках.
Незначительные изменения в названии должности или монаршем титуле, часто упускаемые из виду в работах по общей истории, можно отследить только путём тщательного изучения правового наследия государственных органов власти. Известно, например, что употребляемый в историческом контексте термин «царь» применительно к российскому императору в период с 1721 по 1917 годы был, строго говоря, неправомерен, поскольку использовался только как часть полного титула в отношении составных частей империи, многие из которых к тому времени оставались лишь воображаемым понятием. Отсутствие точных формулировок названия государственной должности того или иного политического деятеля влечёт за собой искажённый взгляд на политическое развитие государства. Ответы же на эти вопросы часто можно найти только при изучении юридических источников.

## Значение и дальнейшее развитие
Помимо академического интереса, хронология органов власти имеет вполне практическое значение. Её данные используются во многих дисциплинах и в самых различных целях. Чёткая и проверенная информация о сроках полномочий того или иного лица может с успехом применяться для датировки документов. В этом случае польза выверенных хроник правления и сроков полномочий в том, что они позволяют сузить временные рамки выхода официальных документов, благодаря информации о периоде, в который лицо, подписавшее документ, находилось у власти. Разумеется, речь идёт о случаях, когда нет возможности обратиться к датированному оригиналу документа.
Главные цели архонтологии не могут быть достигнуты только путём устранения расхождений и заполнением пробелом в списках правителей и государственных чиновников. В действительности эти пробелы вообще нельзя заполнить, пока не будут выработаны некоторые универсальные определения и термины. По-прежнему нуждаются в уточнении критерии отбора исторических деятелей для архонтологических изысканий, критерии отбора и верификации сроков и дат, методы идентификации правителей и других официальных лиц. Подходы к этим проблемам, которые применяются сегодня, нуждаются в существенном пересмотре для их дальнейшего развития и совершенствования.
Для того, чтобы утвердиться в качестве независимой академической дисциплины, архонтология должна сосредоточиться на разработке новых стандартов и терминологии для классификации правителей и других должностных лиц. Существующие хронологии, основанные на достоверно установленных фактах, могут послужить хорошей базой для архонтологических изысканий. В то же время они должны быть расширены, реструктурированы и дополнены теоретической информацией, включая исторические, политические и юридические аспекты изменения форм правления и смены правителей. И совсем необязательно эти исследования должны ограничиваться установлением последовательности правителей. Органической частью архонтологии может стать изучение проблем возникновения и развития государственных должностей, изучение механизмов преемственности власти, классификация официальных источников информации, изучение церемоний инаугурации и многое другое.
Хотя в ближайшем будущем трудно ожидать глобального улучшения архонтологических исследований по всем странам и периодам, исследования хронологий органов власти отдельных стран и наднациональных союзов можно стимулировать путём улучшения методов и подходов в целом. Появление обновлённых, выверенных и документально подтверждённых хроник, составленных с использованием надлежащей терминологии, означало бы реальное ускорение в развитии этой отрасли знания, и способствовало бы окончательному рождению архонтологии как новой ветви исторической науки.